# Projektabbruch
Projektabbruch ist die vorzeitige Beendigung eines Projektes, bevor die Projektziele erreicht sind, weil abzusehen ist, dass diese nicht oder zumindest nicht im Rahmen der für das Projekt vorgesehenen Zeit und Mittel erreicht werden können. Ein Projektabbruch scheint beispielsweise naheliegend, wenn ein überkritisch gewordenes Projekt nicht mehr sanierbar erscheint. Dabei werden Lange (1993) zufolge insbesondere kleinere Projekte abgebrochen.
Die Qualität der Managemententscheidungen zum Projektabbruch ist sehr unterschiedlich, wie eine strukturelle Analyse von abgebrochenen Projekten zu Forschung und Entwicklung zeigte (vgl. Lange 1993). Teilweise sind sie auf sachliche und zeitliche Fehlentscheidungen zurückzuführen. Ein Viertel aller Projektabbrüche waren dieser Analyse zufolge sachlich und weitere zwei Drittel zeitlich nicht zu rechtfertigen. Risikoaversion spielt hier eine Rolle. So sind Entscheider, die bereits eigene Erfahrungen mit Misserfolgen (z. B. bei einer Markteinführung) hatten, eher bereit ein scheiterndes Projekt abzubrechen. Allerdings kann dies auch dazu führen, dass besonders innovative Projekte, die ebenfalls ein gewisses Misserfolgsrisiko haben, ebenfalls gestoppt werden (vgl. Kuester, Welle, Schuhmacher 2020). Eine gute Managemententscheidung über einen Projektabbruch kann auch auf einer Pre-Mortem-Analyse aufbauen, bei der sich die Manager vorstellen, dass das Projekt bereits gescheitert ist, um dann nach Art einer Post-mortem-Analyse „rückwärts“ zu schauen und dabei zu identifizieren, was zum Scheitern des Projekts führen könnte.
Sofern die Projektkosten gemäß International Accounting Standard 38 aktiviert wurden, ist diese Aktivierung im Fall des Projektabbruchs GuV-wirksam aufzulösen.